# Міма Федір Гаврилович
Федір Гаврилович Міма (? — ?) — український радянський діяч, народний комісар легкої промисловості Української РСР. 

## Життєпис
Член ВКП(б).
Працював на Харківському тракторному заводі імені Серго Орджонікідзе.
З жовтня 1937 року — голова Центральної Української Республіканської виборчої комісії по виборах до Ради національностей Верховної ради СРСР (від професійної спілки робітників тракторної промисловості).
4 листопада 1937 — липень 1938 року — народний комісар легкої промисловості Української РСР.
Подальша доля невідома.